# العلاقات الأسترالية الموريشيوسية
العلاقات الأسترالية الموريشيوسية هي العلاقات الثنائية التي تجمع بين أستراليا وموريشيوس.

## مقارنة بين البلدين
هذه مقارنة عامة ومرجعية للدولتين:
| وجه المقارنة                                              | أستراليا                                   | موريشيوس                 |
| --------------------------------------------------------- | ------------------------------------------ | ------------------------ |
| المساحة (كم2)                                             | 7.69 مليون                                 | 2.04 ألف                 |
| عدد السكان (نسمة)                                         | 24.51 مليون                                | 1.26 مليون               |
| الكثافة السكانية (ن./كم²)                                 | 3.19                                       | 617.65                   |
| العاصمة                                                   | كانبرا، ملبورن                             | بورت لويس                |
| اللغة الرسمية                                             | لغة إنجليزية                               | لغة إنجليزية، لغة فرنسية |
| العملة                                                    | دولار أسترالي، جنيه إسترليني، جنيه أسترالي | روبي موريشي              |
| الناتج المحلي الإجمالي (بليون دولار)                      | 1.32 تريليون                               | 13.34 مليار              |
| الناتج المحلي الإجمالي (تعادل القوة الشرائية) بليون دولار | 1.10 تريليون                               | 25.36 مليار              |
| الناتج المحلي الإجمالي الاسمي للفرد دولار أمريكي          | 56.31 ألف                                  | 9.25 ألف                 |
| الناتج المحلي الإجمالي للفرد دولار أمريكي                 | 45.92 ألف                                  | 18.59 ألف                |
| مؤشر التنمية البشرية                                      | 0.939                                      | 0.777                    |
| رمز المكالمات الدولي                                      | +61                                        | +230                     |
| رمز الإنترنت                                              | .au                                        | .mu                      |
| المنطقة الزمنية                                           |                                            | ت ع م+04:00              |

## منظمات دولية مشتركة
يشترك البلدان في عضوية مجموعة من المنظمات الدولية، منها:
| علم المنظمة | اسم المنظمة                               | تاريخ انضمام أستراليا | تاريخ انضمام موريشيوس |
| ----------- | ----------------------------------------- | --------------------- | --------------------- |
|             | يونسكو                                    | 4 نوفمبر 1946         | 25 أكتوبر 1968        |
|             | الفريق المعني برصد الأرض                  | ?                     | ?                     |
|             | مؤسسة التمويل الدولية                     | 20 يوليو 1956         | 23 سبتمبر 1968        |
|             | المركز الدولي لتسوية المنازعات الاستشارية | 1 يونيو 1991          | 2 يوليو 1969          |
|             | منظمة حظر الأسلحة الكيميائية              | ?                     | ?                     |
|             | مؤسسة التنمية الدولية                     | 24 سبتمبر 1960        | 23 سبتمبر 1968        |
|             | منظمة التجارة العالمية                    | ?                     | ?                     |
|             | وكالة ضمان الاستثمار متعدد الأطراف        | 10 فبراير 1999        | 28 ديسمبر 1990        |
|             | الاتحاد البريدي العالمي                   | ?                     | ?                     |
|             | الاتحاد الدولي للاتصالات                  | 27 مايو 1878          | 30 أغسطس 1969         |
|             | منظمة الشرطة الجنائية الدولية             | ?                     | ?                     |
|             | الأمم المتحدة                             | 1 نوفمبر 1945         | 24 أبريل 1968         |
|             | البنك الدولي للإنشاء والتعمير             | 5 أغسطس 1947          | 23 سبتمبر 1968        |
|             | المنظمة الهيدروغرافية الدولية             | ?                     | ?                     |
|             | دول الكومنولث                             | ?                     | ?                     |

## أعلام
هذه قائمة لبعض الشخصيات التي تربطها علاقات بالبلدين:
- أندرو فلوران (لاعب كرة مضرب أسترالي، 24 أكتوبر 1970 – 16 أغسطس 2016)
- باتريك كيسنوربو (لاعب كرة قدم أسترالي، 24 مارس 1981[28] – )
- دينيس كونستانتين (لاعب تنس الريشة، 29 يوليو 1980 – )
- نيكولاي توبور ستانلي (11 مارس 1985[29] – )
- هافانا براون (موسيقية أسترالية، 14 فبراير 1985 – )

## وصلات خارجية
- موقع وزارة الخارجية الأسترالية